# Корсунова, Ольга Борисовна
Ольга Борисовна Корсунова (19 ноября 1951 — 16 мая 2016) — советский и российский фотограф, принимавший активное участие в жизни ленинградского фотоандеграунда 1970-х гг., куратор, организатор фонда «ФотоДепартамент».

## Биография
Ольга Корсунова родилась 19 ноября 1951 года в Ленинграде. Окончила 235 школу. Уже в старших классах познакомилась со многими художниками и поэтами ленинградского андеграунда (А. Геннадиев, Е. Есауленко, А. Белкин, Ю. Петраченков, О. Охапкин, Б. Куприянов, П. Чейгин и др.).
В 1970 году поступила на вечернее отделение юридического факультета ЛГУ. В 1971 году работала лаборантом в фотолаборатории Высшего военного училища им. Фрунзе. В 1972 году познакомилась с фотографом Борисом Смеловым, который ввел Корсунову в среду фотографического андеграунда. В 1973 году устроилась в издательство «Художник РСФСР», в котором сменила на должности штатного фотографа Бориса Смелова. В 1977 году поступила на работу в черно-белую фотолабораторию Эрмитажа, которая готовила материалы для издательства «Аврора». С 1978 года работала фотографом в ТЮЗе, сменив на этой должности фотографа Леонида Богданова. Параллельно официальной работе снимала город и портреты своих друзей — художников, поэтов, писателей, любителей неофициального искусства. В 1980 году вышла замуж за археолога Кирилла Лагоцкого. В 1981 году вместе с мужем уехала жить в деревню, расположенную на Ладожском озере, где проработала 9 лет телятницей. В деревне организовала и вела детский фотокружок.
В 1998 году вернулась в Санкт-Петербург, где активно включилась в фотографическую жизнь, работая в Государственном центре современного искусства, Государственном центре фотографии, параллельно руководя проектом «Балтийская фотошкола» (проект ориентированный на художественную фотографию). В 2006 году стала генеральным директором, руководителем образовательных и выставочных программ фонда «ФотоДепартамент». С 1998 года у Корсуновой состоялось 9 персональных выставок; в качестве куратора Корсунова организовала более 40 фотографических выставок. До самой смерти 16 мая 2016 года была единственным представителем ленинградского фотоандеграунда, активно включенным в современный художественный процесс.

## Музейные коллекции
Работы Ольги Корсуновой хранятся в Российской национальной библиотеке, в коллекции Нортона Доджа в Художественном музее Циммерли Университета Ратгерса (Нью-Джерси, США), в частных собраниях в России и за рубежом.

## Персональные выставки
1998 — «Архив ОК». Галерея «Дельта». Санкт-Петербург

1999 — «Масштабы». Выставочный зал «А-Я». ГЦСИ. Санкт-Петербург

1999 — «Мой дед». Галерея «Дельта». Санкт-Петербург

2000 — «Конфискованная жизнь. Палимпсест». Музей-квартира С. М. Кирова. Санкт-Петербург

2000 — «Северные Дриады». Выставочный зал «А-Я». ГЦСИ. Санкт-Петербург

2000 — «Люди. Вещи. XX век». Галерея «Дельта». Санкт-Петербург

2001 — «Сто лиц. Борейский гипертекст». Галерея «Борей». Санкт-Петербург

2004 — Московский международный художественный салон, ЦДХ, Москва

2005 — «Дочки-матери». ЦВЗ «Манеж». В рамках VII Международной выставки «Диалоги». Санкт-Петербург